# Galambok
Galambok je vas na Madžarskem, ki upravno spada pod podregijo Nagykanizsai Županije Zala.